# Baqa ash-Sharqiyya
Baqa ash-Sharqiyya, en arabe : باقه الشرقية, est une ville du gouvernorat de Tulkarem en Palestine, au nord-ouest de la Cisjordanie. Elle est située à 16 kilomètres au nord-est de Tulkarem. Selon le recensement du Bureau central palestinien des statistiques, la localité compte une population de 4 892 habitants en 2017.